# Metalocerus mocambiensis
Metalocerus mocambiensis là một loài bọ cánh cứng trong họ Cerambycidae.